# Damal (peuple)
Pour les articles homonymes, voir Damal.
Les Damal sont une population de la province indonésienne de Papouasie en Nouvelle-Guinée occidentale. Au nombre d'environ 14 000 en 2000, ils sont agriculteurs et habitent dans les hautes terres centrales, au sud-est de la source de la Kemandoga, autour du Puncak Jaya, dans le kabupaten de Paniai. Ils vivent entre les Dani à l'est et les Ekari à l'ouest.
Ils se répartissent en deux sous-groupes : les Damal proprement dit sur le versant nord des monts Maoke et les Amungme sur le versant sud du Puncak Jaya.
Beaucoup de Damal sont convertis au christianisme mais comme ailleurs en Indonésie, ils conservent leur religion traditionnelle.
Leur langue, le damal, forme à elle seule une branche de la famille des langues de Trans-Nouvelle Guinée.